# Filippo Antonio Gualterio
Filippo Antonio Gualterio (ur. 24 marca 1660 w Fermo, zm. 21 kwietnia 1728 w Rzymie) – włoski kardynał.

## Życiorys
Urodził się 24 marca 1660 roku w Fermo, jako syn Stanislaa Gualterio i Anny Marii Cioli. Studiował na Uniwersytecie w Fermo, gdzie uzyskał doktoraty z filozofii, teologii i praw: kanonicznego i cywilnego. Następnie został referendarzem Trybunału Obojga Sygnatur i wicelegatem w Awinionie. 30 marca 1700 roku został tytularnym arcybiskupem Aten, a 16 maja przyjął sakrę. W latach 1700–1706 był nuncjuszem we Francji. W 1701 roku został arcybiskupem ad personam Imoli. 17 maja 1706 roku został kreowany kardynałem prezbiterem i otrzymał kościół tytularny San Crisogono. Jednocześnie został mianowany legatem w Romanii. W okresie 1712–1713 sprawował funkcję kamerlinga Kolegium Kardynałów. Zmarł 21 kwietnia 1728 roku w Rzymie.